# Старопетрівська волость
Старопетрівська волость — адміністративно-територіальна одиниця Київського повіту Київської губернії.
Станом на 1900 рік складалася з 10 поселень, серед них 7 сіл та 3 хутори. На території волості знаходився Межигірський монастир.
Населення — 10528 осіб (5186 чоловічої статі та 5342 — жіночої).
|                     | Площа, десятин | У тому числі орної, десятин |
| ------------------- | -------------- | --------------------------- |
| Сільських громад    | 13624          | 13613                       |
| Приватної власності | 286            |                             |
| Казенної власності  | —              | —                           |
| Іншої власності     | 756            |                             |
| Загалом             | 14666          | 5888                        |

Основні поселення волості:
- Старі Петрівці — за 23 версти від повітового міста, 1682 особи, 287 дворів, православна церква, церковно-парафіяльна школа, аптека, 2 кузні.
- Вишгород — за 15 верст від повітового міста, 1595 осіб, 272 двори, православна церква, церковно-парафіяльна школа, 3 кузні, 2 цегельні.
- Лютіж — за 26 верст від повітового міста, 1297 осіб, 154 двори, православна церква, церковно-парафіяльна школа, вітряк, 2 кузні.
- Нові Петрівці — за 20 верст від повітового міста, 2800 осіб, 452 двори, православна церква, церковно-парафіяльна школа, 2 вітряки, 3 кузні, 3 цегельні.